# Raves salées
 (signalé en mai 2025).
Si vous disposez d'ouvrages ou d'articles de référence ou si vous connaissez des sites web de qualité traitant du thème abordé ici, merci de compléter l'article en donnant les références utiles à sa vérifiabilité et en les liant à la section « Notes et références ».
- Archive Wikiwix
- Bing
- Cairn
- DuckDuckGo
- E. Universalis
- Gallica
- Google
- G. Books
- G. News
- G. Scholar
- Persée
- Qwant
- (zh) Baidu
- (ru) Yandex
- (wd) trouver des œuvres sur Wikidata

La rave salée est un plat cuisiné qui est une spécialité de Franche-Comté. La légende raconte que des graines de raves ont été ramenées des campagnes napoléoniennes par un habitant d'Audincourt, donnant leur surnom aux habitants : les Croque-Raves. La rave est râpée, fermentée et salée pour être conservée tout l'hiver comme la choucroute. Les raves salées sont couramment cuisinées avec de la saucisse de Montbéliard.